# Molly Sterling
Molly Sterling, née le 8 mars 1998 à Puckane en Irlande, est une chanteuse irlandaise.
Le 27 février 2015, elle remporte la finale nationale "Eurosong 2015" et est choisie pour représenter l'Irlande au Concours Eurovision de la chanson 2015 à Vienne, en Autriche avec la chanson Playing with Numbers (Jouer avec les nombres),.
Elle participe à la seconde demi-finale, le 21 mai 2015.